# Urbi et Orbi

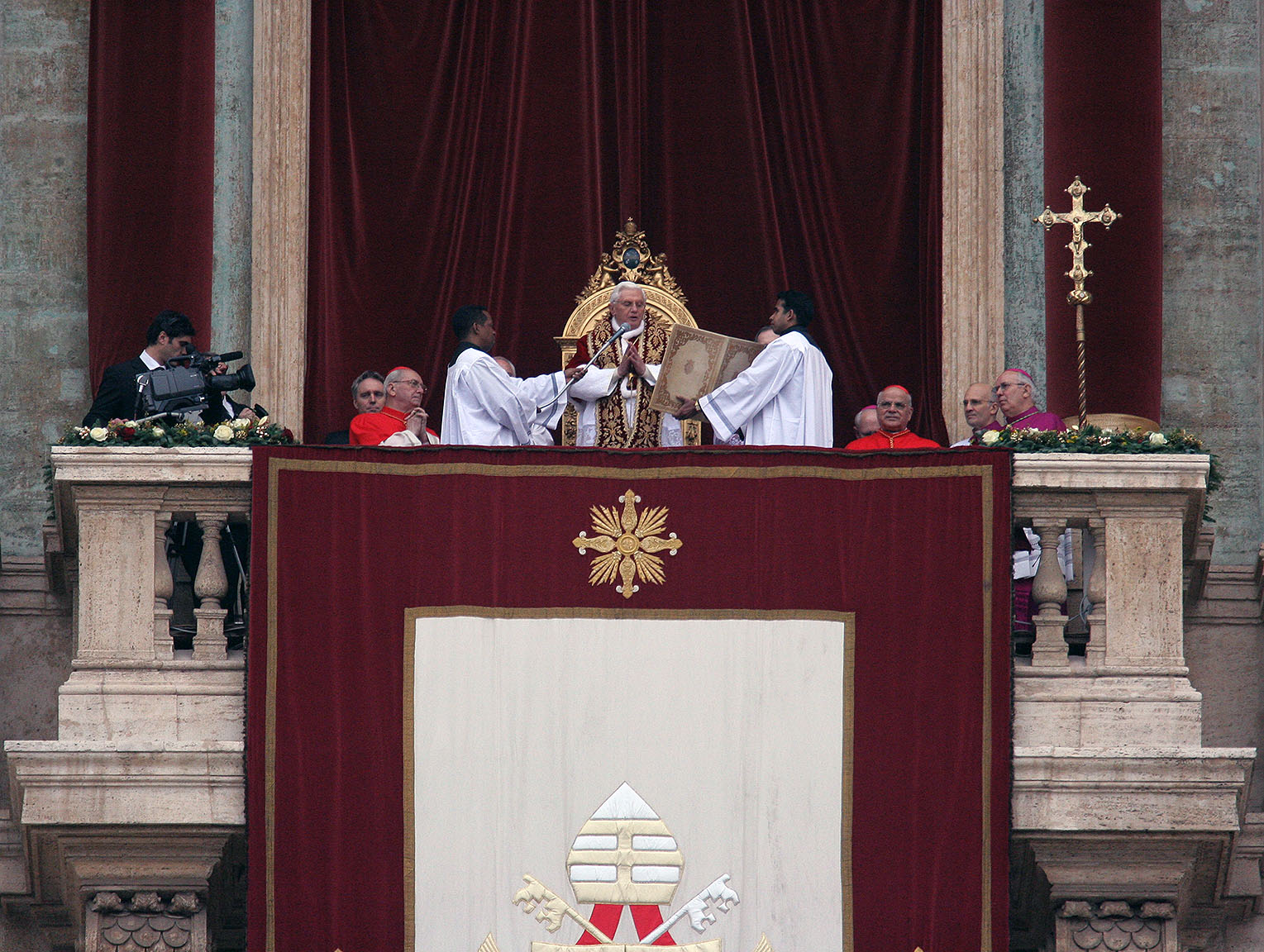
Udzielenie błogosławieństwa Urbi et Orbi przez papieża Benedykta XVI z balkonu Bazyliki św. Piotra. Watykan (2008).

Urbi et Orbi (łac. „miastu (Rzymowi) i światu”) – uroczyste błogosławieństwo papieskie wygłaszane z balkonu bazyliki Świętego Piotra w ważnych dla Kościoła okolicznościach oraz świętach – na Boże Narodzenie oraz Wielkanoc, a także po zakończeniu konklawe.
Przed zajęciem Rzymu przez wojska Królestwa Włoch (20 września 1870), błogosławieństwo miało miejsce częściej niż obecnie oraz z różnych bazylik:
- bazyliki św. Piotra: Wielki Czwartek, Wielkanoc, uroczystość Świętych Apostołów Piotra i Pawła oraz z okazji koronacji papieskiej,
- bazyliki św. Jana na Lateranie: Wniebowstąpienie Pańskie (czasami przełożone na Zesłanie Ducha Świętego) oraz po objęciu katedry przez papieża jako biskupa Rzymu,
- bazyliki Matki Bożej Większej: Wniebowzięcie Najświętszej Maryi Panny.

Po zakończeniu konklawe, błogosławieństwo miało miejsce tam, gdzie wybrano papieża; przed 1871 roku w Pałacu Kwirynalskim.
Mimo iż tradycja nakazuje wygłaszać błogosławieństwo Urbi et Orbi z głównego balkonu bazyliki św. Piotra, zdarzają się sytuacje wyjątkowe. Jan Paweł II przy okazji świąt Bożego Narodzenia 2004 wygłaszał tekst Urbi et Orbi na placu św. Piotra. Podobnie uczynił Benedykt XVI po mszy św. w uroczystość Zmartwychwstania Chrystusa, 23 marca 2008.
Z błogosławieństwem wiąże się możliwość otrzymania odpustu zupełnego.
Pełny tekst błogosławieństwa:
| Tekst łaciński | Tekst polski |
| --- | --- |
| Sancti Apóstoli Petrus et Paulus, de quorum potestáte et auctoritáte confídimus, ipsi intercédant pro nobis ad Dóminum. Amen. | Święci Apostołowie Piotr i Paweł, w których potęgę i władzę wierzymy, niech wstawiają się za nami u Pana. Amen. |
| Précibus et méritis beátæ Maríæ semper Viíginis, beáti Michaélis Archángeli, beáti Ioánnis Baptístæ, et sanctórum Apostólorum Petri et Pauli et ómnium Sanctórum, misereátur vestri omnípotens Deus et, dimíssis ómnibus peccátis vestris, perdúcat vos Iesus Christus ad vitam ætérnam. Amen.       | Przez modlitwę i zasługi błogosławionej Maryi zawsze dziewicy, błogosławionego Michała Archanioła, błogosławionego Jana Chrzciciela oraz świętych Apostołów Piotra i Pawła i wszystkich świętych, niech Bóg wszechmogący zmiłuje się nad wami, a odpuściwszy wszystkie grzechy wasze, niech Jezus Chrystus doprowadzi was do życia wiecznego. Amen. |
| Indulgéntiam, absolutiónem et remissiónem ómnium peccatórum vestrórum, spátium veræ et fructuósæ pæniténtiæ, cor semper pǽnitens et emendatiónem vitæ, grátiam et consultatiónem Sancti Spíritus, et finálem perseverántiam in bonis opéribus, tríbuat vobis omnípotens et miséricors Dóminus. Amen. | Odpuszczenia i przebaczenia wszystkich waszych grzechów, czasu na prawdziwą i owocną pokutę, serca zawsze skruszonego i poprawy życia, łaski i pociechy Ducha Świętego oraz wytrwania do końca w dobrych czynach niech wam udzieli Pan wszechmogący i miłosierny. Amen.                                                                             |
| Et benedíctio Dei omnipoténtis, Patris, et Fílii, et Spíritus Sancti, descéndat super vos et máneat semper. Amen. | I błogosławieństwo Boga Wszechmogącego, Ojca i Syna, i Ducha Świętego niech zstąpi na was i pozostanie na zawsze. Amen. |

27 marca 2020 papież Franciszek nadzwyczajnie udzielił błogosławieństwa Urbi et Orbi na zakończenie celebracji liturgicznej w związku z pandemią COVID-19 w drzwiach bazyliki św. Piotra, bez obecności wiernych na placu św. Piotra. Błogosławieństwu nie towarzyszyła modlitwa, a zostało ono udzielone Najświętszym Sakramentem.